# 山おらび
山おらび（やまおらび）、ヤマオラビは、福岡県八女市星野村仁田原などに伝わる怪異。民俗学者・柳田國男の著書『妖怪談義』などに記述があるもの。
山に入った人が「ヤイヤイ」と叫ぶと、山おらびは山彦のように「ヤイヤイ」と叫び返してくる。遂にはその叫んだ人は死に至ってしまう。このとき、割れ鐘を叩くと死を避けることができるという。
肥前国松浦郡（現・長崎県北部、佐賀県北西部）では、山に住むオラビソウケという怪物が同様の怪異をおこすといわれる。
名称は、大声を出すことを意味する九州地方の方言「オラブ」に由来する。